# Cortes de Barcelona (1436)
Las Cortes generales catalanas de Barcelona de 1436 fueron convocadas por la reina María de Castilla como lugarteniente del rey Alfonso V el Magnánimo entre mayo de 1436 y 1437. 
Aunque las anteriores Cortes de Monzón (1435) se habían clausurado recientemente, estas son continuistas respecto a la financiación de las campañas mediterráneas del rey Alfonso V el Magnánimo. Se sufragó un grupo de galeras que zarpó de Barcelona a finales de agosto de 1436. Los diputados recibieron el privilegio de ir acompañados por maceros a sus desplazamientos.
El 8 de agosto de 1437 se eligieron nuevos diputados y oidores, recayendo en Pedro de Darnius el cargo de diputado eclesiástico de la Diputación del General del Principado de Cataluña.
| Predecesor: Cortes de Monzón de 1435 | Cortes Catalanas 1436 | Sucesor: Cortes de Lérida de 1440 |